# Glocknerwand
La Glocknerwand est une montagne de 3 722 m située au sein du groupe du Glockner dans la partie centrale du massif des Hohe Tauern en Autriche. Elle est séparée du Grossglockner par la Glocknerscharte (3 596 m). La Glocknerwand est à la limite entre le land de Carinthie et le Tyrol oriental. La montagne est principalement constituée de schistes lustrés.